# Cherico Detenamo
Cherico Detenamo (ur. 4 lutego 1978) – nauruański lekkoatleta specjalizujący się w biegach sprinterskich.
Największym osiągnięciem życiowym Detenamo było zakwalifikowanie się na Igrzyska Olimpijskie w Sydney. Miał wystartować w dniu 22 września w szóstym biegu eliminacyjnym na 100 metrów. Wylosował tor pierwszy, który w czasie biegu był pusty; oznaczało to, że Detenamo nie zgłosił się na start, co z kolei spowodowało, że odpadł z rywalizacji. 
Wystąpił także na Igrzyskach Południowego Pacyfiku 1999 w stolicy Guamu, Hagåtñie. Wystartował w dniu 3 czerwca w konkurencji 100 m. W eliminacjach uzyskał czas 11,34 s, co pozwoliło mu na zajęcie 4. miejsca na 8 zawodników i awans do kolejnej rundy. W ćwierćfinale uzyskał czas 11,31 s, czyli lepszy niż w kwalifikacjach, jednakże zajął ostatnie 8. miejsce, co wykluczyło go z dalszej rywalizacji.